# Ali Mohsen al-Ahmar
Ali Mohsen al-Ahmar  (em árabe: علي محسن الأحمر); também chamado de Ali Mohsen Saleh (em árabe: علي محسن صالح) é um general do exército iemenita, atual vice-presidente do seu país desde 2016. Nascido na aldeia de Sanhan, Sanaa, Iêmen, em 20 de junho de 1945. Existem rumores de que seja meio-irmão do ex-presidente do Iêmen, Ali Abdullah Saleh de um pai diferente. [carece de fontes?]. Ele atuou como o principal conselheiro militar do presidente Saleh. Ajudou a recrutar radicais islâmicos para lutar no Afeganistão durante a guerra soviético-afegã.
Em 21 de março de 2011 afirmou que iria proteger os manifestantes iemenitas anti-governo, juntamente com outros comandantes superiores do exército iemenita, em um movimento que mais tarde foi condenado como rebelde pelo presidente Saleh.